# Prix Marc Ladreit de Lacharrière – Académie des beaux-arts
 (avril 2022).
Le Prix Marc Ladreit de Lacharrière – Académie des beaux-arts est un prix de photographie français décerné par l'Académie des beaux-arts, tous les ans depuis 2007, à un photographe professionnel français ou étranger vivant en France.

## Historique
Ce prix, créé en mars 2007 à l’initiative de Marc Ladreit de Lacharrière, est doté d'une somme de 30000€ et d’une aide à l’exposition. Il a pour objectif d'aider des photographes confirmés à réaliser un projet photographique significatif dont le sujet, le mode de traitement et le support sont libres et à le faire connaître au public. Il n’impose aucune limite d’âge et est ouvert aux auteurs d’un projet qui pourra être réalisé dans l'année, afin de pouvoir être exposé l’année suivant l’attribution du prix.

## Lauréats
- 2007 : Malik Nejmi[1], pour son projet L'Ombre de l’enfance
- 2008 : Jean-François Spricigo[2], pour son projet Anima
- 2009 : Thibaut Cuisset[3], pour son projet Campagne française, fragments
- 2010 : Marion Poussier[4], pour son projet Famille
- 2011 : Françoise Huguier[5], pour son projet Vertical / Horizontal, Intérieur / Extérieur
- 2012 : Katharine Cooper[6] pour son projet Les Blancs africains.
- 2013 : Catherine Henriette[7] pour son projet Conte d'hiver, conte d'été.
- 2014 : Éric Pillot[8] pour son projet In Situ - États-Unis consacré à l'animal dans les parcs zoologiques de l'est des États-Unis.
- 2015 : Klavdij Sluban [9]  pour son projet Divagation sur les pas de Bashô (Japon), un parcours poétique inspiré par les voyages entrepris par le poète Bashô au XVIIe siècle à travers le Japon.
- 2016 : Bruno Fert [10] pour son projet  Intimités temporaires, consacré aux intérieurs des abris aménagés par les populations migrantes.
- 2017 : Claudine Doury[11],[12] pour son projet Une odyssée sibérienne, consacré à son retour sur les traces de peuples qu’elle a photographiés par le passé .
- 2018 : FLORE pour son projet L'Odeur de la nuit était celle du jasmin, une série inspirée par les textes de Marguerite Duras en Indochine - Photographier quelque chose qui n’a même pas forcément existé...
- 2020 : Pascal Maitre pour son projet Les Peuls. Du retour de l’identité au risque djihadiste[13].
- 2022 : Olivier Jobard, pour son projet « Souvenirs d’une vie envolée, ma famille afghane »[14]
- 2024 : Guillaume Herbaut, pour son projet « Ukraine, les blessures invisibles [15]. »